# 霍氏連鰭唇魚
霍氏連鰭唇魚，為輻鰭魚綱鱸形目隆頭魚亞目隆頭魚科的其中一種，分布於太平洋區，包括巴布亞紐幾內亞、關島、威克島、法屬波里尼西亞等海域，棲息深度21-49公尺，體長可達12公分，棲息在沙底質海域，生活習性不明。